# Nicolas Gaudemet
Œuvres principales
- La Fin des idoles (2018)

Nicolas Gaudemet est un écrivain et professionnel français des secteurs des médias, de la culture et de la technologie.
Il est l’auteur du roman La Fin des idoles, qui a reçu le prix Jules-Renard du premier roman en 2019. Il intervient régulièrement dans les médias pour commenter les enjeux liés à l’intelligence artificielle et notamment son impact sur la culture et les médias,,.

## Biographie
Ancien élève de l’École Polytechnique, Nicolas Gaudemet commence sa carrière au sein de la direction du Trésor, puis dans l’audiovisuel public, avant de rejoindre le groupe Orange, où il exerce différentes fonctions, notamment celles d’adjoint au directeur des contenus et services numériques, puis de directeur commercial Nord de France.
Il devient ensuite directeur du pôle Culture de Fnac Darty (livre, musique et vidéo), puis directeur de cabinet du secrétaire d'État au Numérique, Mounir Mahjoubi. Depuis 2020, il est associé chez Onepoint, où il est chargé des activités liées à l’intelligence artificielle. Il développe l'assistant IA de Onepoint, Neo, récompensé par une médaille d'or à la Nuit de la Data et de l'IA 2024,,.

## Activité littéraire
Nicolas Gaudemet est l’auteur de La Fin des idoles (2018), un roman explorant les mécanismes de la célébrité et les dérives de la société du spectacle. Ce premier ouvrage, publié aux éditions Tohu-Bohu, met en scène une neuroscientifique infiltrant une chaîne de télévision. Il a été distingué par le prix Jules-Renard en 2019, puis adapté en série audio,, récompensée au Festival du Livre Audio et du Podcast en 2021.
Il a également co-dirigé la collection Fidelio des éditions Plon, "un écrivain en raconte un autre", où il a publié en 2021 une nouvelle sur Yukio Mishima et une autre sur Jim Morrison. Il contribue enfin à la revue FLAASH depuis 2023.

## Œuvres

### Romans
- La Fin des idoles (2018, Tohu-Bohu)[19]
- Nous n’avons rien à envier au reste du monde (2025, Les éditions de l’Observatoire)[5]

### Nouvelles
- «Yukio Mishima», dans Esthètes japonais, collectif, Plon, coll. «Fidelio», 2021[16].
- «Jim Morrison», dans Chanteurs poètes, collectif, Plon, coll. «Fidelio», 2021[20].
- «Zone d’ombre», nouvelles dans la revue FLAASH, depuis 2023[21].

### Distinctions
- Prix Jules-Renard du premier roman (2019)[3]
- Prix «coup de cœur» du Festival du Livre Audio et du Podcast (2021)[15]